# Laix
Laix is een gemeente in het Franse departement Meurthe-et-Moselle (regio Grand Est) en telt 202 inwoners (1999). De plaats maakt deel uit van het arrondissement Briey.

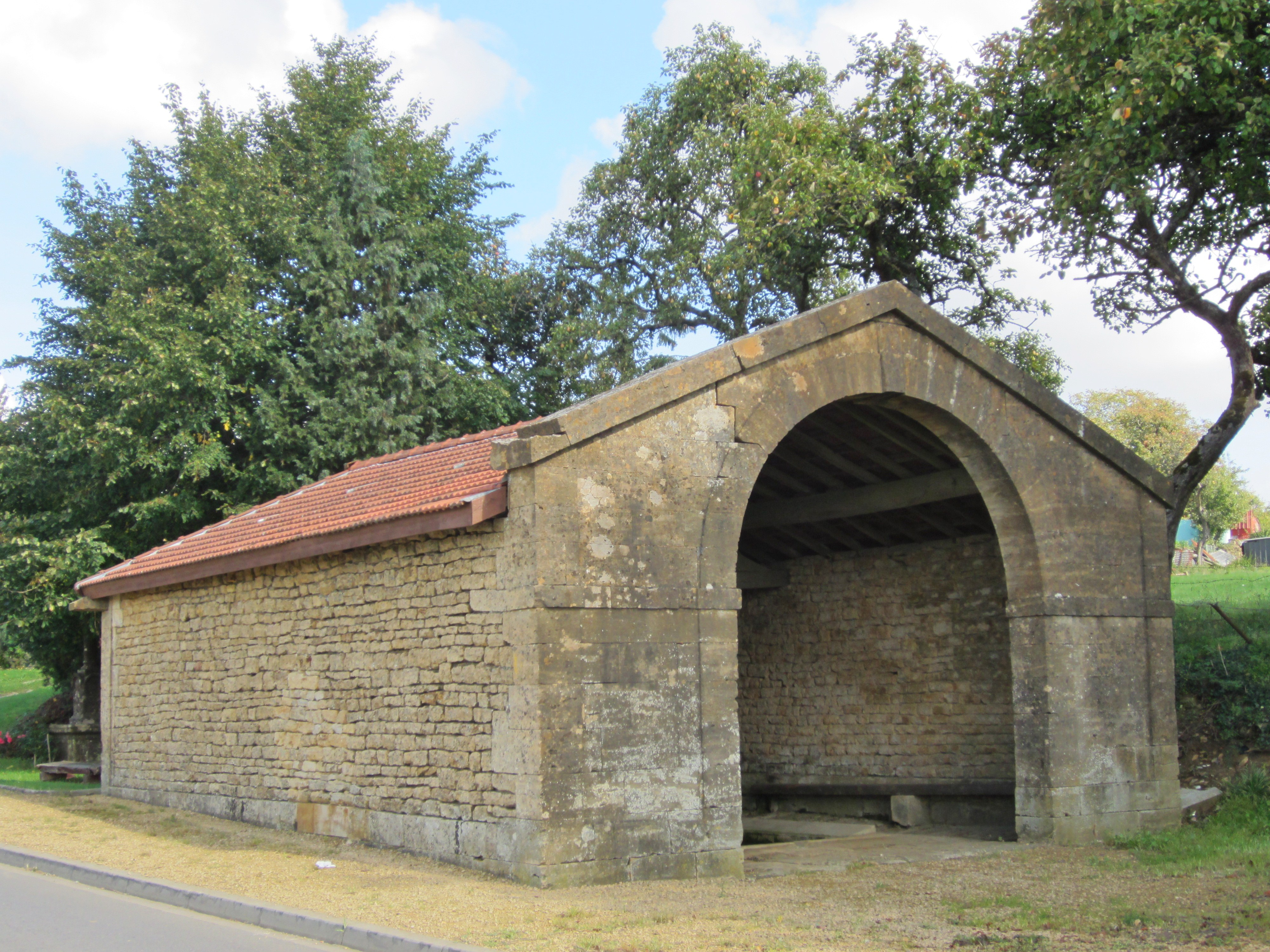
Lavoir
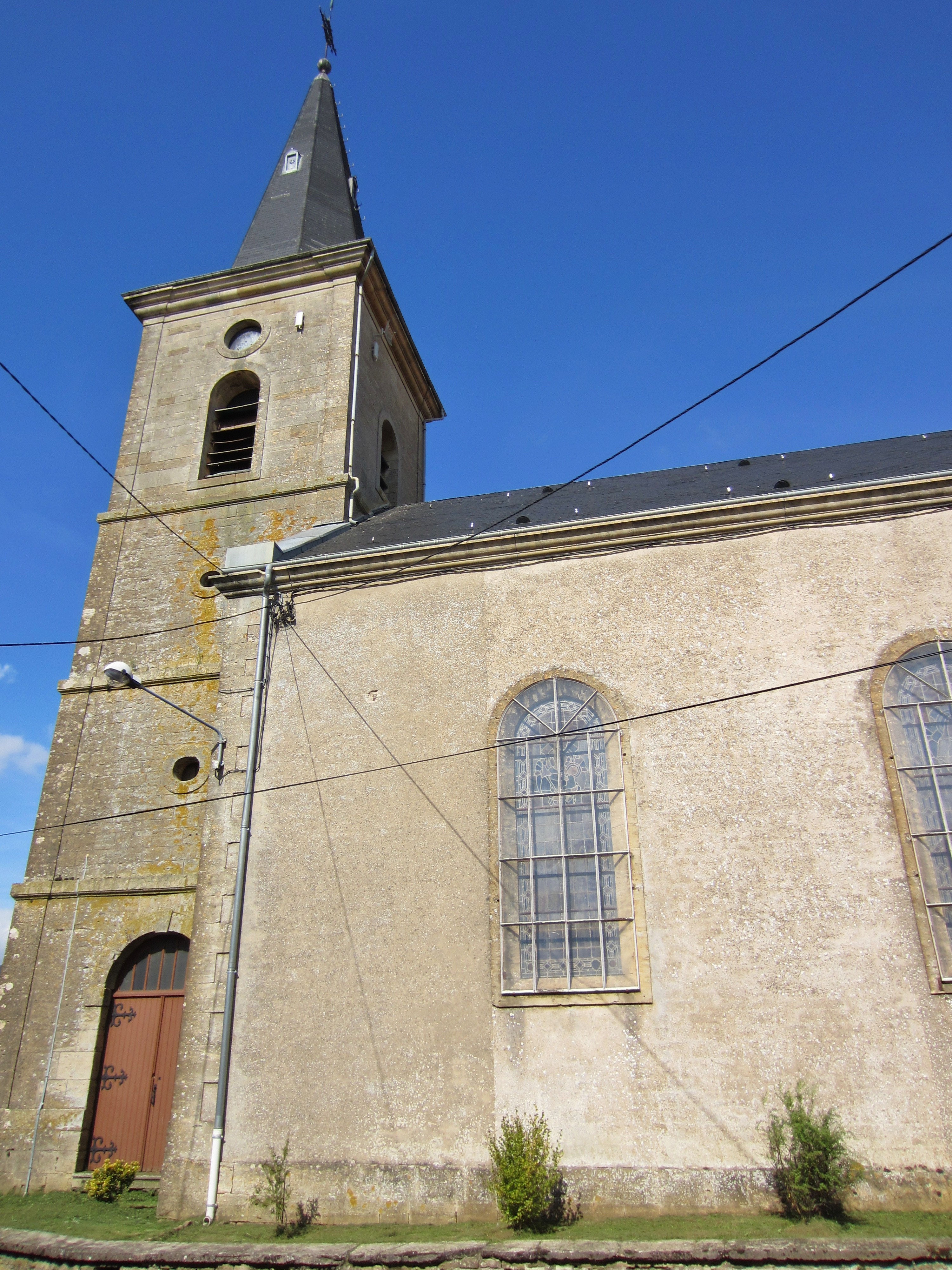
Kerk van Laix

## Geografie
De oppervlakte van Laix bedraagt 7,5 km², de bevolkingsdichtheid is 26,9 inwoners per km².
De onderstaande kaart toont de ligging van Laix met de belangrijkste infrastructuur en aangrenzende gemeenten.

## Demografie
Onderstaande figuur toont het verloop van het inwonertal (bron: INSEE-tellingen).